# Pholidoptera brevipes
Pholidoptera brevipes är en insektsart som beskrevs av Willy Adolf Theodor Ramme 1939. Pholidoptera brevipes ingår i släktet Pholidoptera och familjen vårtbitare. Inga underarter finns listade i Catalogue of Life.